# Євминка
Євми́нка — село в Україні, у Остерській міській громаді Чернігівського району Чернігівської області. Населення становить 414 осіб. До 2020 орган місцевого самоврядування — Євминська сільська рада.

## Географія
Селом протікає річка стариця Озеро, ліва притока Десни.

## Археологічні пам'ятки
На околицях села виявлено дві пам'ятки трипільської культури. Перше поселення розташоване на північний захід від села в урочищі Узвоз. Займає невеликий мис високої піщаної тераси лівого берега річки Десна. З північного заходу мис обмежений невеликою балкою. Поселення відкрите у 1908 р. К. А. Ставровським. У 1925–1926 рр. досліджувалося Макаренком М. Є., який виявив напівземлянкові житла з глинобитними печами. У 1960-х рр. на поселені В. О. Круцом розкопано заглиблене житло. Частина поселення зруйнована зсувами берега. Матеріали зберігаються у фондах Державного Історичного музею України, музею міста Остра та фондах Інституту археології. Пам'ятка належить до лукашівського типу етапу СІ.
Друге поселення розташоване на східній околиці села в урочищі Стара Цегельня. Займає край борової тераси лівого берега річки Десни, обмежений з півдня та півночі ярами. У 1966 р. на площі 100 м² було досліджено три ями, що містили кераміку софіївського типу. Матеріали зберігаються у фондах Інституту археології. Пам'ятка належить до лукашівського типу етапу СІ.

## Історія
Євминка (Ельминка) згадується в люстрації Остерського замку 1552 року як замкове село. Тоді в селищі було принаймні 5 дворів.
За даними на 1859 рік у козацькому й казенному селах Остерського повіту Чернігівської губернії:
- Євминка (Євминки) мешкало 1178 осіб (567 чоловічої статі та 611 — жіночої), налічувалось 239 дворових господарств, існувала православна церква[7];
- Красулька (Красульська) мешкало 592 особи (283 чоловічої статі та 309 — жіночої), налічувалось 239 дворових господарств[8]. Село приєднане до Євминки у 1950-х рр.

Станом на 1886 у колишньому державних селах Остерської волості:
- Євминка мешкало 1486 осіб, налічувалось 304 дворових господарства, існували православна церква й 2 постоялих будинки.
- Красулька мешкало 631 особа, налічувалось 154 дворових господарства, існував постоялий будинок.

За переписом 1897 року кількість мешканців становила 2845 осіб (989 чоловічої статі та 1856 — жіночої), з яких .
1901 року проживало 2214 осіб. 1924 - село Остерського району Ніжинського округу, Чернігівської губернії - 526 господарств, 2385 жителів.  1970 року - село Козелецького району Чернігівської області, 2583 жителя, 1988 року - 1502 ж.
- до складу Євминок включене колишнє село Красулька.

12 червня 2020 року, відповідно до розпорядження Кабінету Міністрів України № 730-р «Про визначення адміністративних центрів та затвердження територій територіальних громад Чернігівської області», увійшло до складу Остерської міської громади.
19 липня 2020 року, в результаті адміністративно - територіальної реформи та ліквідації колишнього Козелецького району, село увійшло до складу новоутвореного Чернігівського району Чернігівської області.

## Політика

### Парламентські вибори, 2019
На позачергових парламентських виборах 2019 року у селі функціонувала окрема виборча дільниця № 740256, розташована у приміщенні школи.
Результати
- зареєстровано 416 виборців, явка 71,15%, найбільше голосів віддано за «Слугу народу» — 36,39%, за Всеукраїнське об'єднання «Батьківщина» — 18,37%, за Радикальну партію Олега Ляшка — 18,03%[13]. В одномандатному окрузі найбільше голосів отримав Сергій Коровченко (самовисування) — 25,09%, за Олега Дмитренка (самовисування) — 22,91%, за Бориса Приходька (самовисування) — 19,64%[14].

## Населення

### Мова
Розподіл населення за рідною мовою за даними перепису 2001 року:
| Мова       | Кількість | Відсоток |
| ---------- | --------- | -------- |
| українська | 945       | 98,85%   |
| російська  | 11        | 1,15%    |
| Усього     | 956       | 100%     |

## Будинок відпочинку "Десна"
Біля села на березі Десни розташований будинок відпочинку "Десна" ДП Завод 410 ЦА.

## Персоналії

### Народилися
- Неводовський Гаврило Степанович (1874–1952) — український радянський міколог, фахівець з іржових і сажкових грибів.

### Проживали
- Яворський Володимир Іванович (26 травня 1953) — український письменник і громадський діяч, проживає в селі з весни 2009 року.

## Галерея

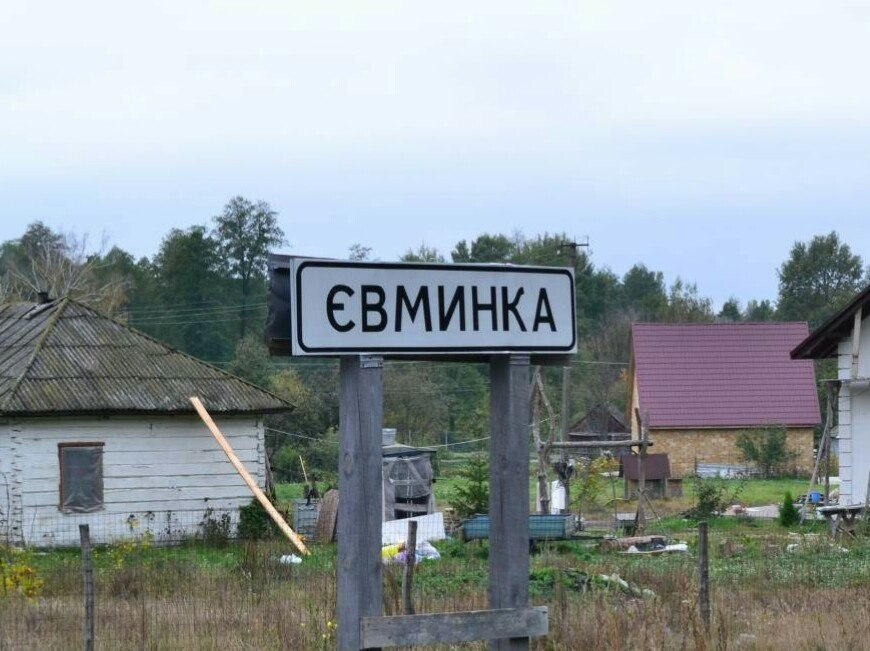
Євминка
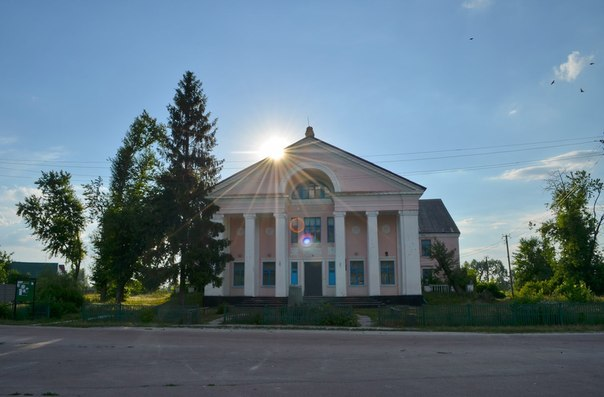
Євминка. Місцевий клуб
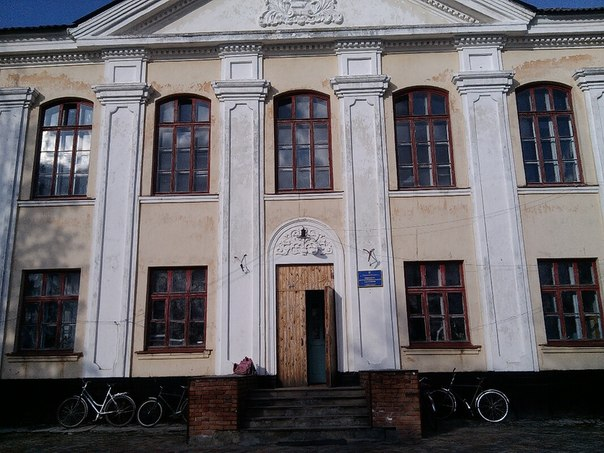
Євминська школа